# Business.dk
Business.dk er en af Danmarks mest besøgte erhvervsportaler. Den drives af Berlingske.
Siden var oprindelig en relancering af den trykte avis' daglige Business-tillæg som netavis, men Business.dk redigeres i dag af en selvstændig redaktion, som dog arbejder tæt sammen Berlingske Business. Desuden har hjemmesiden flere erhvervsfolk til at blogge på siden, bl.a. Mads Øvlisen og Dorte Toft.
Business.dk har som erklæret mål at bringe alle væsentlige erhvervsnyheder så hurtigt og præcist som muligt, at være først med at følge op på nyhederne samt at overraske læserne. Business.dk's redaktion består af 9 journalister.

## Besøgstal
Allerede 22. november 2006 – en uge efter lanceringen – havde Business.dk 218.000 unikke besøgende, hvilket var et par tusinde færre end den nærmeste konkurrent, erhverv på nettet, der udgives af JP/Politikens Hus. Og der var langt ned til nummer tre på listen, nemlig Dagbladet Børsens netavis, borsen.dk, der havde 180.489 unikke besøgende.
I slutningen af marts 2007 viste de officielle tal fra Foreningen af Danske Interaktive Medier, at Business.dk ugentligt besøges af 239.409 unikke besøgende. Til sammenligning havde Borsen.dk 167.389 besøgende, mens erhverv på nettet havde 165.511.